# بدو، ببر، بدو (فیلم ۱۹۸۴)
بدو، ببر، بدو (به انگلیسی: Run, Tiger, Run) یک فیلم سینمایی در ژانر کمدی محصول سال ۱۹۸۴ هنگ کنگ است که توسط ریموند وانگ پاک-مینگ نوشته و توسط جان وو کارگردانی شده‌است. این فیلم نخستین همکاری کارگردانان جان وو و تسوی هارک است.

## بازیگران
- تدی رابین ... تدی شیطانی
- تسوی هارک ... پدربزرگ استیک